# Sielsowiet Ułukauje
Sielsowiet Ułukauje (biał. Улукаўскі сельсавет, ros. Улуковский сельсовет) – sielsowiet na Białorusi, w obwodzie homelskim, w rejonie homelskim, z siedzibą w Ułukawiu. Najludniejszy sielsowiet rejonu homelskiego.

## Demografia
Według spisu z 2009 sielsowiet Ułukauje zamieszkiwało 9377 osób, w tym 8641 Białorusinów (92,15%), 515 Rosjan (5,49%), 154 Ukraińców (1,64%), 9 Polaków (0,10%), 7 Mołdawian (0,07%), 5 Uzbeków (0,05%), 21 osób innych narodowości i 25 osób, które nie podały żadnej narodowości. Była to najwyższa liczba ludności wśród wszystkich sielsowietów rejonu homelskiego.

## Geografia i transport
Sielsowiet położony jest w środkowowschodniej części rejonu homelskiego. Od zachodu graniczy z Homlem. Przepływają przez niego Soż i Ipuć.
Przebiegają przez niego linia kolejowa Zakapyccie – Homel, wschodnia obwodnica kolejowa Homla oraz droga magistralna M10.

## Miejscowości
- agromiasteczko:
  - Ułukauje
- wsie:
  - Biarozki
  - Haławincy
  - Ramanawiczy
- osiedla:
  - Budacin
  - Ilicz
  - Ipuć
  - Jarochawa
  - Jubilejny
  - Miadzwiedży Łoh
  - Pieramoha
  - Pryaziorny
  - Sciah Pracy
  - Zaladdzie